# 逓減比例
逓減比例（Degressive proportionality）は、議会などの意思決定機関における（地域、州などの区分間の）議席配分の方法である。逓減比例とは各地域が同じ人数を選出しないものの、人口の少ない区域に対して厳密な人口比よりも多くの議席が配分されることを意味する。
逓減比例は、次の実例に代る方法である。
- 各地域が同じ人数を選出する（合衆国上院のように）。
- 各地域が人口に厳密に比例した人数を選出する（合衆国下院のように）。

逓減比例はこれら二つの方法の中間である。用語としては、特定のどれかの方式を示していない。

## 使用例

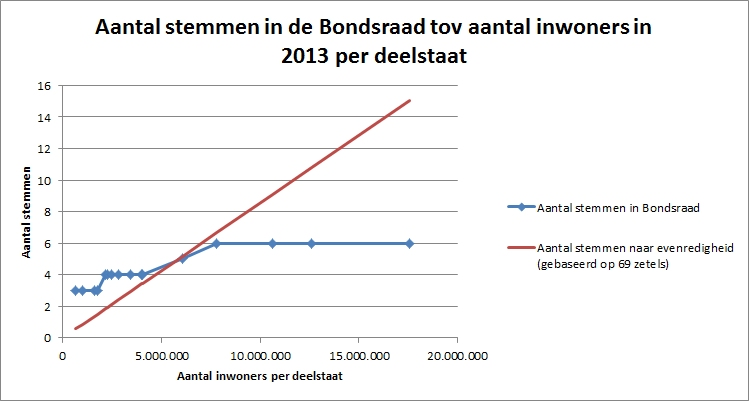
各連邦州における、人口（2013年）に対する連邦参議院での票数

### ドイツ連邦参議院
ドイツの連邦参議院では、各州の人口に応じて三から六議席が割当てられている。これは最も人口の少ないブレーメン州（671,000人）の定数が三で、最も人口の多いノルトライン＝ヴェストファーレン州（17,866,000人）の定数が六しかないことを意味している。

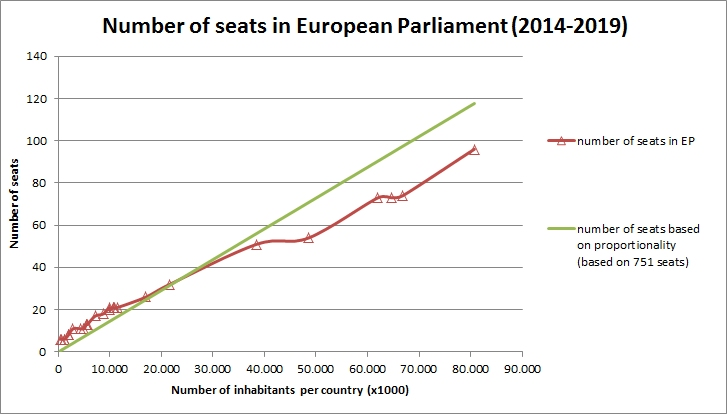
各加盟国における、人口に対する欧州議会での議席数（2014-2019年）

### 欧州議会
欧州議会はリスボン条約により逓減比例制を採用し、欧州連合の加盟国には751議席が配分される。特定の公式というよりも、条約交渉により各国の議席配分が決められる。
ドイツ選挙区（80,524,000人/96議席）の議員当りの人口は839,000人で、マルタ選挙区（434,000人/6議席）の議員当りの人口は72,000人である。

## 最低議席
ある区域に対して最低議席数を定めている制度では、幾らかは逓減比例になる。

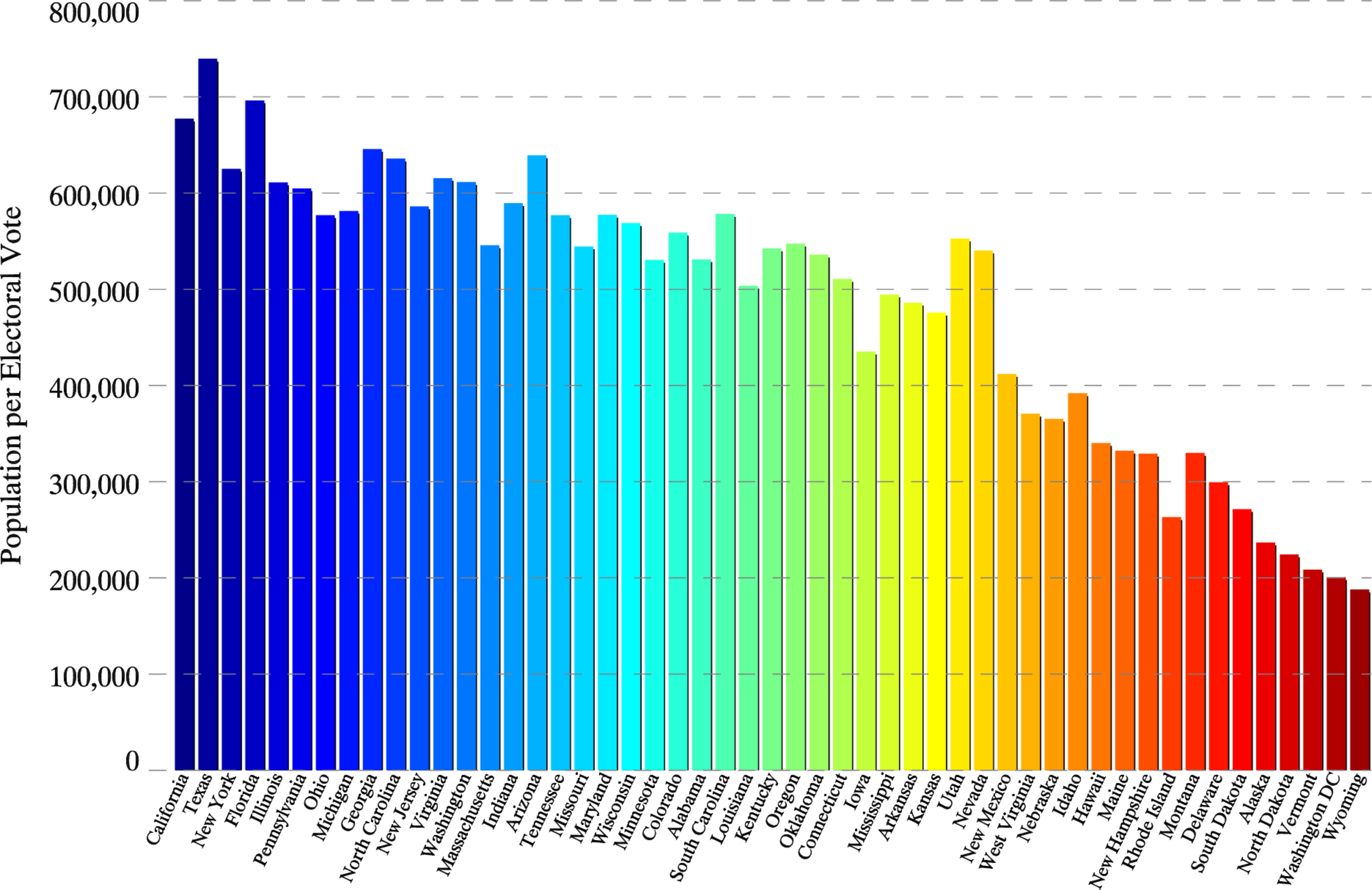
米国選挙人団の一票に対する50州とワシントンD.C.の人口。州は総人口に基づいて左から右に並べてある。

### アメリカ選挙人団
合衆国大統領選挙人団の選挙では、各州に最低三名の選挙人団がいるため、人口が少ない州の投票者は国の平均よりも多くの一人当たりの選挙人を選出できる。ただし大統領選挙ではほとんどの州が勝者総取り方式を採用しているため大州の争奪が焦点となり、人口の多い州（住民）の優位性もある。

### カナダ庶民院
庶民院において憲法の「元老院議員条項」により、人口比例よりも多くの最低議席が割当てられている。オンタリオ州（13,373,000人/121議席）の一選挙区当りの平均人口は111,000人で、プリンス・エドワード・アイランド州（146,000人/4議席）は一選挙区当り36,000人である。また、ヌナブト選挙区の人口は33,000人である。

### スペイン代議院
スペイン下院は選挙法により50の各県に二名の最低議席が割当てられるので、厳密な人口比例ではない。マドリード選挙区（6,437,000人/36議席）の一議席当りの人口は179,000人で、ソリア選挙区（91,000人/2議席）の一議席当りの人口は46,000人である。

### 日本
日本では戦後の人口移動に対して選挙区や定数の是正が小規模であったことから、衆議院・参議院ともに逓減比例であるにとどまらず、反比例となる逆転区も存在した。衆議院への小選挙区比例代表並立制の導入に際しては、激変緩和を理由として、全都道府県にまず1議席を割り当てた残りの議席を人口比例で配分する「一人別枠方式」がとられていた。

## 長所と短所
長所
- 人口の多い一、二の地域が議会を支配する危険があるときに、これらの地域の票を減らせばその危険も減らせる。
- 人口の少ない（特に領土の周縁部の）地域に他の多くの地域とはかなり異なる利害があり、少数の代議士しかおらずその利害が無視される危険があるときに、この地域の代議士選出権が増えればその危険を減らせる。
- より実利的には、人口の少ない地域が領土全体に対して（例えば分離するぞと脅すような）問題を引き起こすかもしれない立場にあるときに、議会において十分な代表権があればその危険を減らせる。

短所
- 逓減比例はすべての票を平等に数えた方がよいという原則に反する。
- 上記の長所が、選挙上の目的（ゲリマンダリングなど）により独立した区域として認められない、特定の人口の少ない地域にも適用され得るときに、別個の区域として選挙上認められている地域と同様に扱われない場合は不公平になる。